# سوزان تميم
سوزان تميم (23 سبتمبر 1977 - 28 يوليو 2008)، مغنية لبنانية. اشتهرت في العالم العربي بعد فوزها بالجائزة الأولى في البرنامج التلفزيوني الشهير ستوديو الفن عام 1996. قُتلت في عام 2008 في دبي.

## حياتها
عانت من طفولة صعبة بسبب انفصال والديها وهي في سن صغير. وعاشت مع والدها الذي حرمها من أمها. درست في كلية الصيدلة لكنها لم تكمل بعد أن تقدمت إلى برنامج ستوديو الفن الفني بعام 1996، حيث نالت الميدالية الذهبية عن الفئة التي اشتركت بها.

### حياتها الأسرية
تزوجت ثلاث مرات، الأولى من «علي مزنر» لكن تطلقا لاحقاً، والثانية من عادل معتوق وهو منظم حفلات لبناني تعرفت عليه عن طريق المخرج سيمون أسمر، إلا أنها طلبت الطلاق، لكنه رفض تطليقها، فانفصلت عنه واستقرت في القاهرة حيث منزلها هناك قرب حي المعادي، ونتيجة لرفع معتوق دعاوى قضائية عليها في لبنان طالب لاحقاً نقابة الموسيقيين المصرية بمنعها من ممارسة أي نشاط فني في مصر، بل وبمنع القنوات الفضائية الفنية ومنها روتانا من بث أي أغاني أو كليبات لها.
تزوجت للمرة الثالثة من بطل العالم في رياضة الملاكمة عام 2007 (الكيك بوكسينغ) العراقي رياض العزاوي وأقام معها في لندن 18 شهرا بعدما تم منعها من دخول مصر كانا يعيشان خلالها في جو من القلق والخوف على حياتها. وبأنه كان يتعرض وزوجته للملاحقة والتحرش والإزعاجات، كما تلقيا سلسلة من التهديدات عبر الهاتف عندما كانا يعيشان معا في لندن. وروى العزاوي كيف أن مصطفى اتصل به هو في مناسبة أخرى في منزله في حي نايتبريدج بلندن مهدداً إياه بترك سوزان وشأنها. وأن الشرطة البريطانية أجرت بعد إخطارها بأمر التهديدات ترتيبات لتركيب جرس إنذار في شقتهما، وأخبرتهما بضرورة أن يظلا على اتصال بها، وذلك دون أن تتخذ أي إجراءات في شأن تهديدات مصطفى لهما. انفصلت عنه لتنتقل إلى دبي بعدما ما اكتشفت تعدد علاقاته واستغلالها المادي لها

### تجربتها التمثيلية في المسرح
قدمت مسرحية غنائية هي «غادة الكاميليا».

## مقتلها
لقيت مصرعها في دبي عندما عثر عليها مقتولة في شقتها في 28 يوليو 2008 بعد أن عاجلها القاتل بمجرد دخوله باب الشقة بسكين على رقبتها، ونفى القائد العام لشرطة دبي في مؤتمر صحفي لاحقاً في 10 أغسطس ما تردد في وسائل إعلامية عن التمثيل بالجثة أو قطع رقبتها أو طعنها عدة طعنات. وكانت وسائل إعلام ومواقع على الإنترنت ذكرت أنها توفيت إثر تلقيها عدة طعنات بالسكين، وإن جثتها قد تم التمثيل بها. كما أكدت عائلتها خلال التشييع أن جثتها غير مشوهة وأن وجهها سليم ودعت إلى عدم تصديق أي من الإشاعات الصادرة من كل الأطراف. وقد قامت شرطة دبي بالتحقيق في الجريمة.
علماً بإنها قد سبق لها أن تقدمت ببلاغ لدى الشرطة المصرية تتهم فيه عادل معتوق بتهديدها.
في عام 2010 نشرت جريدة اليوم السابع شهادة والدتها ثريا إبراهيم الظريف وجاءت الشهادة في 7 ورقات فقط، لكنها حملت تفاصيل علاقة ابنتها بهشام طلعت مصطفى وكيف تعرف عليها، ودور الأمير الوليد بن طلال في ذلك، وكيف توطدت العلاقة بينهما وكيف ساءت، بالإضافة إلى كواليس وأسرار شهدها فندق الفورسيزون بالقاهرة، وفنادق في لندن وجنيف، وكيف هربت سوزان من هشام وأين اختبأت.

### مجريات القضية
بحسب مصدر أمني إماراتي فإنها قد أقامت في دبي بمنطقة المارينا منذ 5 أشهر بعد أن اشترت شقة في أحد الأبراج السكنية الفخمة في منطقة الصفوح بالجميرا. طلبت الحكومة اللبنانية من الإنتربول في دبي المشاركة في التحقيقات وتبادل المعلومات بخصوص مقتلها. وتابع قضيتها رئيس الوزراء اللبناني فؤاد السنيورة ووزير العدل إبراهيم نجار. وبحسب صحيفة غلف نيوز الإماراتية فقد صرح الكوافير الخاص بها في بيروت إنها أرادت ترك الغناء والتوجه لإكمال دراستها في جامعة القاهرة. كما أكد الأمر أيضا أحد أصدقائها المقربين.

غلاف ألبوم ساكن قلبي 2002

شيّع جثمانها من جامع الخاشقجي في بيروت بعد وصوله من دبي في 4 أغسطس 2008 ووُرِيَتْ الثرى في مقبرة في بيروت في محلة قصقص.، وقد خلى تشييعها من الحضور الرسمي والنقابي، واقتصر على ذويها، كما حضر من الوسط الفني فقط الفنان معين شريف والممثل والمخرج باسم مغنية إضافة إلى مصفف الشعر جو رعد. ولم تحضر أي شخصية فنية أخرى.
وقد جاء في مؤتمر صحفي لشرطة دبي 11 أغسطس 2008 أن القاتل الذي تم تصويره من قِبل كاميرات أمن البرج السكني في منطقة المارينا بدبي قد أُلقي القبض عليه في بلد عربي، ومن جهة أخرى ألقت الشرطة المصرية القبض على محسن السكري، والذي يشغل وظيفة ضابط أمن مدني في أحد الفنادق، والذي اعترف بتقاضيه مبلغ كبير ليقوم بقتلها، حيث ذكرت صحف إماراتية أن مشتبها بهما وصلا دبي قبل يومين من مقتلها وغادر بعد مقتلها بساعات. وأشرف النائب العام المصري على التحقيقات.
وقد وجه الإدعاء العام المصري تهما رسمية ضد رجل الأمن محسن السكري بقتلها مقابل مليوني دولار قبضها من هشام طلعت مصطفى، رئيس مجلس إدارة مجموعة طلعت مصطفى للاستثمارات العقارية، وتمت إحالتهما إلى محكمة الجنايات ورفع الحصانة عن هشام كونه عضو في مجلس الشورى المصري.
وجاء في نص الاتهام الرسمي إن هشام طلعت مصطفى شارك من خلال تحريض واتفاق ومساعدة المتهم الأول (محسن السكري) في قتل الضحية ثأراً. وأضاف الإدعاء في منطوق النص إن مصطفى قدم للسكري معلومات خاصة وأموال ضرورية للتخطيط للجريمة وتنفيذها"  وقد حكمت المحكمة على المتهمين يوم 21 مايو 2009 بإحالة أوراقهم لمفتي الديار المصرية تمهيداً لإعدامهم. وقد قام محامو المتهمين برفع دعوى نقض للحكم وتم التأجيل للحكم في شهر مارس من عام 2010،
وفي الرابع من مارس 2010 قررت محكمة النقض المصرية إعادة محاكمة رجل الأعمال هشام طلعت مصطفى والضابط السابق محسن السكري، وقدّم الدفاع 41 سببا للطعن في أحكام الإعدام الصادرة، واستغرقت إعادة محاكمة مصطفى والسكري ما يقرب من عامين.
بتاريخ 14 مايو 2010، تنازلت عائلة سوزان تميم عن دعواها المدنية ضد هشام طلعت وتراجعها عن اتهامه بالتحريض على القتل.
في 6 فبراير 2012 أيٌدت محكمة النقض المصرية الحكم الصادر عن محكمة جنايات القاهرة، بمعاقبة رجل الأعمال هشام طلعت مصطفى بالسجن المشدد لمدة 15 عاما، وضابط الشرطة السابق محسن السكري بالسجن المؤبد 25 عاما، وذلك في قضية إدانتهما بقتل المطربة اللبنانية سوزان تميم، عمداً مع سبق الإصرار.

## أعمالها الفنية

### أغاني منفردة
- 1996: هو مين (ألبوم منوعات ونجوم ميداليات) ميوزيك بوكس
- 1997: أنا واضحة (ألبوم النجوم تغني 2) ميوزيك بوكس
- 1997: اشتقتلك (ألبوم النجوم تغني 2) ميوزيك بوكس
- 1997: مش وقت حساب (ألبوم النجوم تغني 3) ميوزيك بوكس
- 1999: «أنا كدة لما أحب» (ألبوم النجوم تغني منوعات لبنانية) من إنتاج مروان أبو الغنم شركة ميوزيك بوكس

### ألبومات
- 2002: ألبوم ساكن قلبي روتانا.[24][25]
- سجلت آخر ألبوماتها الغنائية مع شركة عالم الفن، وقام المخرج هادي الباجوري بتصوير آخر أغنياتها المصورة فيديو كليب وهي أغنية «يصعب عليا» في سويسرا. وقد بثت الأغنية على قناة مزيكا الموسيقية وتسببت في مشاكل قضائية بين عادل معتوق من جهة ومحسن جابر وعالم الفن من جهة أخرى.[26][27][27]

### فيديو كليبات
| الأغنية         | المخرج          | المنتج                  | العام |
| --------------- | --------------- | ----------------------- | ----- |
| أنا كده لما أحب | جيلبير نحاس     | ميوزيك بوكس انترناشونال | 1996  |
| ساكن قلبي       | ميرنا خياط      | روتانا                  | 2002  |
| أنا اللي عشقاك  | سعيد الماروق    | art الموسيقى            | 2003  |
| لا أنا          | باسم كريستو     | art الموسيقى            | 2003  |
| وينه حبيبي      | سامح عبد العزيز | روتانا                  | 2004  |
| يصعب عليا       | هادي الباجوري   | مزيكا                   | 2006  |
| ناويهالو        | هادي الباجوري   | مزيكا                   | 2006  |
| بيروت-الأحبة    | وليد ناصيف      | إنتاجها الخاص           | 2006  |